# تیموتی کیتوم
تیموتی کیتوم (انگلیسی: Timothy Kitum؛ زادهٔ ۲۰ نوامبر ۱۹۹۴) یک دونده دو نیمه‌استقامت اهل کنیا است.
از افتخارات وی میتوان به کسب مدال برنز دو ۸۰۰ متر در بازی‌های المپیک تابستانی ۲۰۱۲ اشاره کرد.